# Loch Snizort
Loch Snizort – zatoka w północno-zachodniej części wyspy Skye w archipelagu Hebrydów Wewnętrznych w Szkocji. Ograniczają ją półwyspy Vaternish i Trotternish. Do zatoki poprzez przesmyk Loch Snizort Beag uchodzi rzeka Snizort.
Miejscowości nad brzegami zatoki: Geary, Idrigill, Mugeary i Uig.